# Schweizer Bandfüßer
Der Schweizer Bandfüßer (Propolydesmus helveticus) ist eine Art der zu den Doppelfüßern gehörenden Bandfüßer und in der Schweiz sowie angrenzenden Gebieten verbreitet.

## Merkmale
Die Körperlänge beträgt 11–18 mm. Die Art ähnelt sehr Propolydesmus testaceus, unterscheidet sich aber in der Gestalt der Gonopoden (Begattungsbeine). Weitere ähnliche Arten sind u. a. Polydesmus denticulatus und Polydesmus inconstans.

## Verbreitung und Lebensraum
Die Art ist vom südwestlichen Jura im Südwesten bis in die südlichen Vogesen im Nordwesten verbreitet. Im Norden ihres Verbreitungsgebietes erreicht die Art Deutschland, wo sie entlang der Grenze zur Schweiz zwischen Lörrach und dem Bodensee verbreitet ist (Baden-Württemberg) und in den Allgäuer Alpen vorkommt (Bayern). Die nördlichsten Fundstellen aus der ersten Hälfte des 21. Jahrhunderts reichten nördlich bis in die Gegend vom Feldberg. Im Süden reicht das Verbreitungsgebiet bis in den Kanton Wallis, wo die Art auch noch im angrenzenden Italien vorkommt. Von hier zieht sich das Areal bis nach Graubünden im Osten. Das Verbreitungsgebiet liegt somit überwiegend in der Schweiz, die fast überall besiedelt wird. Daneben kommt die Art noch in Frankreich, Liechtenstein und zu sehr geringen Teilen in Deutschland, Italien und Österreich vor. In Österreich ist die Art beispielsweise in der Illaue oder bei St. Anton im Montafon in Vorarlberg zu finden. Zusammengefasst handelt es sich um eine Art der Westalpen. In Deutschland ist ihre Gefährdung nicht bewertet, die Art gilt aber als sehr selten.
Der Schweizer Bandfüßer lebt in kalkhaltigen Laub-, Nadel- und Mischwäldern und alpinen Wiesen von 300 bis 2200 m Höhe.

## Lebensweise
Die Tiere werden besonders häufig von September bis November beobachtet.

## Taxonomie
Die Art wurde 1894 von Karl Wilhelm Verhoeff unter dem Namen Polydesmus helveticus erstbeschrieben. Weitere Synonyme lauten Polydesmus alticola Verhoeff 1894,  Polydesmus thomasii Pocock 1895 und Polydesmus geyeri Verhoeff 1911. Die Gattung Propolydemus enthält noch mindestens 13 weiterer Arten, die von Makaronesien bis Mitteleuropa verbreitet sind, dazu zählen auch die ebenfalls in Mitteleuropa verbreiteten Arten Propolydesmus germanicus und Propolydesmus testaceus.